# Ptychamalia parallela
Ptychamalia parallela là một loài bướm đêm trong họ Geometridae.